# Brooks Conrad
Pour les articles homonymes, voir Conrad.
Brooks Litchfield Conrad (né le 16 janvier 1980 à San Diego, Californie, États-Unis) est un joueur de la Ligue majeure de baseball sous contrat avec les Mets de New York.

## Carrière
Après des études secondaires à la Monte Vista High School de Spring Valley (Californie), Brooks Conrad suit des études supérieures à l'Université d'État de l'Arizona où il porte les couleurs des Arizona State Sun Devils de 1999 à 2001.  
Il est drafté le 5 juin 2001 par les Astros de Houston au huitième tour de sélection. Il perçoit un bonus de 75 000 dollars à la signature de son premier contrat professionnel le 18 juin 2001. 
Il passe sept saisons en Ligues mineures au sein de l'organisation des Astros avant de devenir agent libre à l'issue de la saison 2007. Il signe un contrat avec les Athletics d'Oakland le 8 décembre 2007.

### Athletics d'Oakland
Conrad joue son premier match en Ligue majeure le 21 juillet 2008 pour les Athletics, à l'âge de 28 ans. Il obtient son premier coup sûr dans les grandes ligues le 28 juillet contre le lanceur des Royals de Kansas City Zack Greinke. Ce double sera d'ailleurs son seul coup sûr pour Oakland puisqu'il est rétrogradé aux mineures puis libéré de son contrat. Au total, il aura joué six parties avec les Athletics.

### Braves d'Atlanta
Conrad signe comme agent libre avec les Braves d'Atlanta en novembre 2008. Il dispute 30 parties avec le grand club en 2009 et frappe son premier coup de circuit dans les majeures à sa première partie dans cet uniforme, le 3 juillet 2009, contre Jesús Colomé des Nationals de Washington.
Brooks Conrad est l'un des cinq joueurs de l'histoire des ligues majeures à avoir frappé deux grands chelems comme frappeur suppléant dans une même saison. Il réussit les siens le 20 mai 2010 contre Cincinnati puis le 24 juillet face aux Marlins, rééditant le rare exploit de Davey Johnson, Mike Ivie, Darryl Strawberry et Ben Broussard.
En 103 parties en 2010, il frappe pour ,250 de moyenne au bâton avec les Braves et totalise 8 circuits et 33 points produits.
En défensive, il est partagé entre le deuxième et le troisième but en 2011 mais demeure fréquemment employé dans le rôle de frappeur suppléant. Sa moyenne au bâton chute à ,223 en 92 matchs, avec 4 circuits et 13 points produits.

### Brewers de Milwaukee
Le 9 janvier 2012, Conrad signe un contrat des ligues mineures avec les Brewers de Milwaukee. Il ne frappe que 3 coups sûrs en 25 matchs pour cette équipe.

### Rays de Tampa Bay
Le 21 juin 2012, Conrad est réclamé au ballottage par les Rays de Tampa Bay. Assigné aux Bulls de Durham dans les ligues mineures, il dispute 24 parties des Rays en 2012.

### Japon
En 2013, Conrad s'exile au Japon et s'aligne avec les Hanshin Tigers de la Ligue centrale mais ne frappe que pour ,175 de moyenne au bâton en 24 matchs joués.

### Padres de San Diego
En 2014, il dispute 13 matchs des Padres de San Diego et passe la majorité de la saison avec leur club-école, les Chihuahuas d'El Paso.

### Mets de New York
Il signe le 25 avril 2015 un contrat des ligues mineures avec les Mets de New York.

## Statistiques
| Saison | Équipe  | G   | AB  | R  | H  | 2B | 3B | HR | RBI | SB | BA   |
| ------ | ------- | --- | --- | -- | -- | -- | -- | -- | --- | -- | ---- |
| 2008   | Oakland | 6   | 19  | 0  | 3  | 1  | 0  | 0  | 2   | 0  | .158 |
| 2009   | Atlanta | 30  | 54  | 7  | 11 | 1  | 2  | 2  | 8   | 0  | .204 |
| 2010   | Atlanta | 103 | 156 | 31 | 39 | 11 | 1  | 8  | 33  | 5  | .250 |
| Totaux | Totaux  | 139 | 229 | 38 | 53 | 13 | 3  | 10 | 43  | 5  | .231 |

| Saison | Équipe  | G | AB | R | H | 2B | 3B | HR | RBI | SB | BA   |
| ------ | ------- | - | -- | - | - | -- | -- | -- | --- | -- | ---- |
| 2010   | Atlanta | 4 | 11 | 0 | 1 | 0  | 0  | 0  | 0   | 0  | .091 |
| Totaux | Totaux  | 4 | 11 | 0 | 1 | 0  | 0  | 0  | 0   | 0  | .081 |

Note : G = Matches joués ; AB = Passages au bâton; R = Points ; H = Coups sûrs ; 2B = Doubles ; 3B = Triples ; 
HR = Coup de circuit ; RBI = Points produits ; SB = Buts volés ; BA = Moyenne au bâton.